# Altamira do Paraná
Altamira do Paraná is een gemeente in de Braziliaanse deelstaat Paraná. De gemeente telt 3.799 inwoners (schatting 2009).